# Lijst van nummer 1-albums in de Nederlandse Album Top 100 in 2013
Onderstaande albums stonden in 2013 op nummer 1 in de Nederlandse Album Top 100. De lijst wordt samengesteld door GfK Dutch Charts.
| Nummer | Datum        | Artiest                   | Titel                                   |
| ------ | ------------ | ------------------------- | --------------------------------------- |
| 665    | 5 januari    | Sandra van Nieuwland      | And more                                |
|        | 12 januari   | Sandra van Nieuwland      | And more                                |
|        | 19 januari   | Sandra van Nieuwland      | And more                                |
|        | 26 januari   | Sandra van Nieuwland      | And more                                |
| 666    | 2 februari   | Los Angeles, The Voices   | Geloof, hoop en liefde                  |
| 665    | 9 februari   | Sandra van Nieuwland      | And more                                |
|        | 16 februari  | Sandra van Nieuwland      | And more                                |
| 667    | 23 februari  | Nick Cave & The Bad Seeds | Push the sky away                       |
| 668    | 2 maart      | Jan Smit                  | Live in Ahoy: Jubileumconcert 2012      |
|        | 9 maart      | Jan Smit                  | Live in Ahoy: Jubileumconcert 2012      |
| 669    | 16 maart     | David Bowie               | The next day                            |
| 670    | 23 maart     | Racoon                    | The singles collection                  |
|        | 30 maart     | Racoon                    | The singles collection                  |
| 671    | 6 april      | Mainstreet                | Breaking the rules                      |
| 672    | 13 april     | Musical                   | Sister Act (Het Nederlandse cast album) |
| 673    | 20 april     | Michael Bublé             | To be loved                             |
|        | 27 april     | Michael Bublé             | To be loved                             |
| 674    | 4 mei        | Gerard Joling             | Ik ook van jou                          |
| 675    | 11 mei       | Caro Emerald              | The shocking miss Emerald               |
|        | 18 mei       | Caro Emerald              | The shocking miss Emerald               |
| 676    | 25 mei       | Anouk                     | Sad singalong songs                     |
|        | 1 juni       | Anouk                     | Sad singalong songs                     |
|        | 8 juni       | Anouk                     | Sad singalong songs                     |
|        | 15 juni      | Anouk                     | Sad singalong songs                     |
|        | 22 juni      | Anouk                     | Sad singalong songs                     |
| 677    | 29 juni      | Tom Odell                 | Long way down                           |
| 678    | 6 juli       | Editors                   | The weight of your love                 |
|        | 13 juli      | Editors                   | The weight of your love                 |
| 679    | 20 juli      | Rein Mercha               | Vol passie & emotie                     |
| 680    | 27 juli      | The Rolling Stones        | Hyde Park live                          |
|        | 3 augustus   | The Rolling Stones        | Hyde Park live                          |
| 681    | 10 augustus  | Backstreet Boys           | In a world like this                    |
| 675    | 17 augustus  | Caro Emerald              | The shocking miss Emerald               |
| 682    | 24 augustus  | John Mayer                | Paradise valley                         |
|        | 31 augustus  | John Mayer                | Paradise valley                         |
| 683    | 7 september  | Ancora                    | Vrij als de wind                        |
| 684    | 14 september | Arctic Monkeys            | AM                                      |
| 685    | 21 september | Jannes                    | Wij vieren het leven                    |
|        | 28 september | Jannes                    | Wij vieren het leven                    |
| 686    | 5 oktober    | Kinderen voor Kinderen    | Klaar voor de start - 34                |
|        | 12 oktober   | Kinderen voor Kinderen    | Klaar voor de start - 34                |
| 687    | 19 oktober   | Frans Bauer               | De mooiste jaren komen nog              |
| 686    | 26 oktober   | Kinderen voor Kinderen    | Klaar voor de start - 34                |
| 688    | 2 november   | Jan Smit                  | Unplugged - De Rockfield sessies        |
| 689    | 9 november   | Céline Dion               | Loved me back to life                   |
| 686    | 16 november  | Kinderen voor Kinderen    | Klaar voor de start - 34                |
|        | 23 november  | Kinderen voor Kinderen    | Klaar voor de start - 34                |
| 690    | 30 november  | Marco Borsato             | Duizend spiegels                        |
|        | 7 december   | Marco Borsato             | Duizend spiegels                        |
|        | 14 december  | Marco Borsato             | Duizend spiegels                        |
| 691    | 21 december  | Beyoncé                   | Beyoncé                                 |
| 690    | 28 december  | Marco Borsato             | Duizend spiegels                        |

Lijsten van nummer 1-albums in de Nederlandse Album Top 100

1969 ·
1970 ·
1971 ·
1972 ·
1973 ·
1974 ·
1975 ·
1976 ·
1977 ·
1978 ·
1979 ·
1980 ·
1981 ·
1982 ·
1983 ·
1984 ·
1985 ·
1986 ·
1987 ·
1988 ·
1989 ·
1990 ·
1991 ·
1992 ·
1993 ·
1994 ·
1995 ·
1996 ·
1997 ·
1998 ·
1999 ·
2000 ·
2001 ·
2002 ·
2003 ·
2004 ·
2005 ·
2006 ·
2007 ·
2008 ·
2009 ·
2010 ·
2011 ·
2012 ·
2013 ·
2014 ·
2015 ·
2016 ·
2017 ·
2018 ·
2019 ·
2020 ·
2021 ·
2022 ·
2023 ·
2024 ·
2025

Lijsten van nummer 1-albums van de Stichting Nederlandse Top 40

1969 ·
1970 ·
1971 ·
1972 ·
1973 ·
1974 ·
1975 ·
1976 ·
1977 ·
1978 ·
1979 ·
1980 ·
1981 ·
1982 ·
1983 ·
1984 ·
1985 ·
1986 ·
1987 ·
1988 ·
1989 ·
1990 ·
1991 ·
1992 ·
1993 ·
1994 ·
1995 ·
1996 ·
1997 ·
1998 ·
1999 ·
2011 ·
2012 ·
2013 ·
2014 ·
2015
- Nederland
- Nederland (Album Top 40)
- Vlaanderen
- Verenigd Koninkrijk
- Verenigde Staten